# پارک ملی گواداراما
پارک ملی گواداراما (به اسپانیایی: Parque nacional de la Sierra de Guadarrama) یک منطقهٔ مسکونی و جنگل در اسپانیا است که در مادرید (بخش خودمختار) واقع شده‌است.